# Satoshi Miyagi
Satoshi Miyagi (宮城聰 Miyagi Satoshi), né le 9 février 1959 dans le quartier de Kanda, à Tokyo, est un metteur en scène japonais. Miyagi a étudié l'esthétique à l'Université de Tokyo. Depuis son adolescence, il est passionné par le rakugo, une forme de spectacle littéraire japonais humoristique. En 2007, il a remporté le theatre pasta theatre awards pour son excellent travail dans le théâtre.
Depuis 2007, il dirige le SPAC, Shizuoka Performing Arts Center ou Centre des arts de la scène de Shizuoka à Shizuoka, au Japon.

## Biographie
Après avoir étudié l'esthétique à l'Université de Tokyo, Satoshi Miyagi s'est tourné vers le théâtre. Il a eu pour enseignants Yushi Odajima, Moriaki Watanabe ou encore Hachiro Hidaka.
En 1980, Miyagi a créé sa première compagnie de théâtre à l'université mais il a continué de travailler sur ses propres recherches notamment avec des performances en solo. En 1990, il fonde une seconde compagnie, Ku Na’uka, avec laquelle  il développe une méthode de travail basée sur la gymnastique orientale et des alternances de rôle entre comédiens - chaque personnage est interprété par deux acteurs, le premier raconte et le second évolue sans parler. Il s'inspire également de certaines techniques de formes traditionnelles du théâtre japonais tel que le bunraku ou le kabuki.

### Carrière
Satoshi Miyagi aborde aussi bien des textes d'auteurs japonais que les tragédies classiques comme Antigone de Sophocle qu'il présente du 6 au 12 juillet 2017 au festival d'Avignon, Médée d'Euripide. Mais aussi le théâtre shakespearien avec Othello et plus généralement le théâtre anglo-saxon contemporain avec Salomé d'Oscar Wilde ou encore Un tramway nommé Désir de Tennessee Williams.
Depuis 2007, il dirige  le Shizuoka Performing Act Center, fondé en 1997 par Tadashi Suzuki.
En 2018, Léonora Miano, fait le choix de Satoshi Miyagi pour mettre en scène Révélation, premier volet de la trilogie sur l'histoire de l'esclavagisme Red in Blue qu'elle a publié en 2011. C'est une volonté de l'écrivaine pour éviter l'appropriation culturelle du colonialisme et de l'esclavagisme par un occidental.
Satoshi Miyagi est aujourd'hui considéré comme un des grands narrateurs du théâtre japonais et il est reconnu à ce titre dans le monde entier.

## Récompenses
- Theatre Pasta Theatre Awards, 2007